# Pensión Gloanec
La Pensión Gloanec (en francés Pension Gloanec, también conocida como Le Glouannec) fue una pensión inaugurada en 1860 en Pont-Aven y demolida en 1890, y que fue regentada por Marie-Jeanne Le Gloanec (Pont-Aven, 1839-Pont-Aven, 1915). Esta casa de huéspedes sirvió en la época como lugar de encuentro de muchos de los pintores de la llamada 'Escuela de Pont-Aven', entre ellos Paul Gauguin y Paul Sérusier (quienes allí se instalaron a partir de 1886 y 1888 respectivamente).

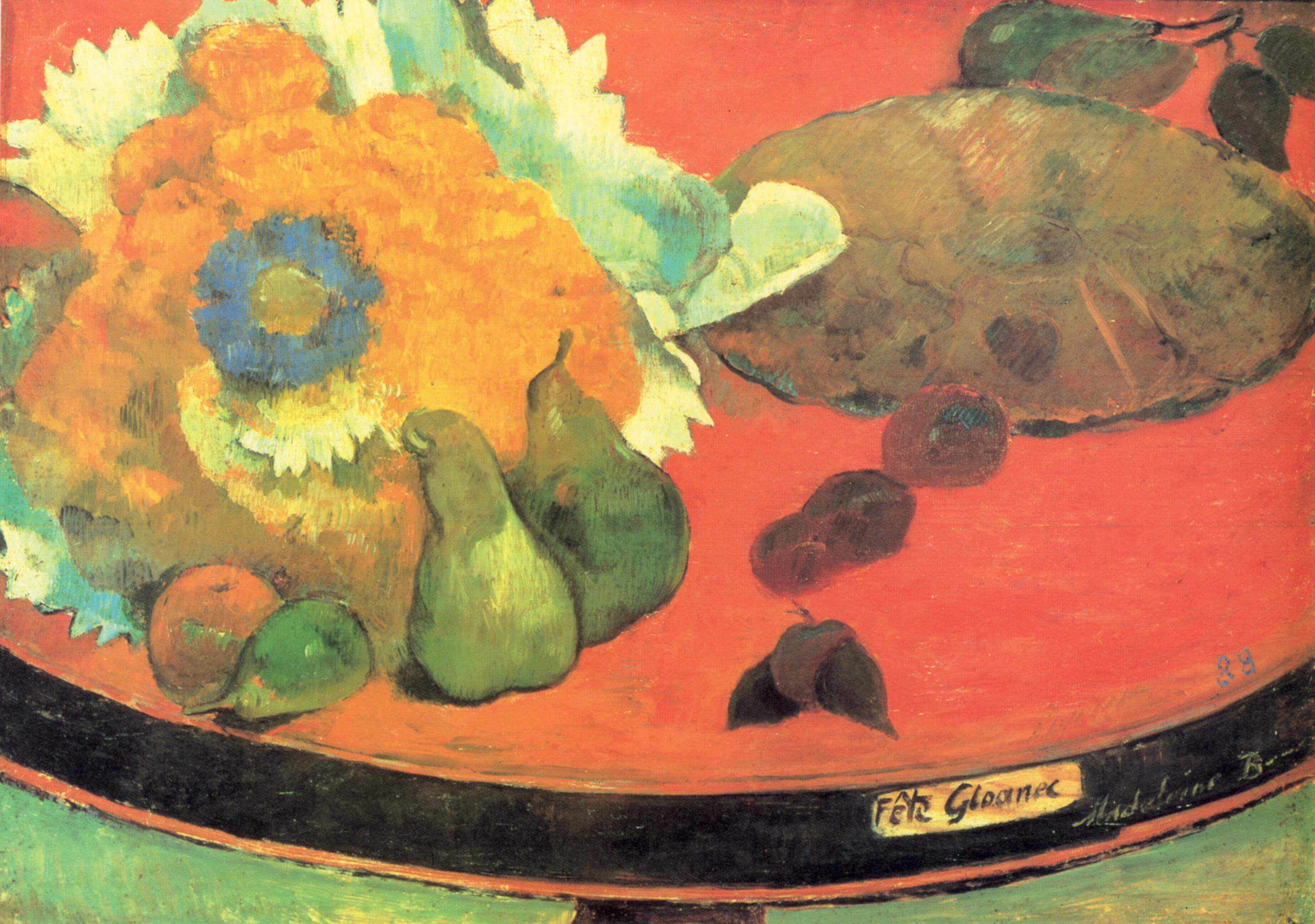
Fête Gloanec, nombre de este cuadro pintado por Paul Gauguin en 1888.

A partir del verano de 1889, Gauguin y Sérusier volvieron a Bretaña, aunque abandonaron Pont-Aven para instalarse en el cercano Pouldu, en la posada de Marie Henry (esta última a partir de entonces también conocida como 'Marie Poupée').

## Lista no exhaustiva de pensionistas-pintores
- Paul Gauguin se instala en la primavera de 1886.
- Emile Bernard se instala al fin del verano de 1886.
- Émile Schuffenecker se instala en 1886.
- Émile Jourdan llega en el verano de 1886.
- Charles Laval se instala en 1886.
- Ferdinand du Puigaudeau se instala en 1886.
- Charles Filiger se instala en 1888.
- Paul Sérusier se instala en 1888.
- Ernest de Chamaillard se instala en 1888.
- Henry Moret se instala en 1888.
- Arthur Wesley Dow se instala en 1888.
- Gustave Loiseau se aloja en el lugar a partir del verano de 1890.
- Alfred Jarry por su parte llega en 1894.